# Meñique y el espejo mágico
Meñique y el espejo mágico és una pel·lícula d'animació en 3D hispano-cubana del 2015 escrita i dirigida per Ernesto Padrón Blanco basant-se en una narració de José Martí.

## Sinopsi
Meñique és un camperol petit que lluita perquè la seva família deixi de ser pobre. Tanmateix, una plaga d'insectes destrossa la seva collita i li ho posa més difícil. Aleshores troba un Mirall Màgic i marxa a la ciutat, on descobreix que un roure encantat té al Palau del Rei sense aigua i en tenebres. El Rei ha promès el títol de marquès i la mà de la princesa Rocío, la seva filla, a qui talli l'arbre que ha deixat sens eaigua el Palau.
Meñique vol embarcar-se a la missió perquà el Mirall Màgic li ha mostrat que la princesa Rocío és la noia dels seus somnis, però el seu cor es divideix quan es creua amb Maruxa, una nena que roba menjar del castell per repartir-los entre els nens pobres.

## Producció
La producció de Meñique compta amb una versió en gallec i va comprometre a més de 150 realitzadors cubans, entre animadors, modeladors, il·luminadors, pintors, informàtics, actors i músics.
Els Estudis d'Animació de l'ICAIC tenien el pressupost per a fer la pel·lícula, però la indústria cinematogràfica cubana mancava d'experiència en l'animació en tres dimensions, que exigeix un estàndard de qualitat molt alt.
Va caldre entrenar als dibuixants sobre la marxa i en els moments de major intensitat, més de 200 dibuixants i un grup considerable de programadors i artistes cubans i espanyols van treballar per a produir la pel·lícula.

### Veus
Les veus que acompanyen als personatges són les dels actors cubans Lieter Ledesma (Meñique), Yoraisy Gómez (Denisse), Corina Mestre (Barrusa), Osvaldo Doimeadiós (Espejo de la Media Naranja), Carlos Ruiz de la Tejera (Edecán), Enrique Molina (Pedro), Aramís Delgado (Rey) i Manuel Marín (Pablo, Hachibaldo, Tom i Capitán). En la versió en gallec són María Castro, Monti Castiñeiras, Luis Iglesia, Carlos Blanco, Xosé A. Touriñán, Antonio Mourelos i Marcos Pereiro, entre d'altres.

## Nominacions i premis
Premis Goya
| Any  | Categoria                    | Resultat |
| ---- | ---------------------------- | -------- |
| 2016 | Millor pel·lícula d'animació | Nominat  |

Medalles del Cercle d'Escriptors Cinematogràfics de 2015
| Categoria                    | Resultat |
| ---------------------------- | -------- |
| Millor pel·lícula d'animació | Nominat  |

Premis Platino
| Categoria                    | Resultat |
| ---------------------------- | -------- |
| Millor pel·lícula d'animació | Nominat  |